# سوندرا كوري
سوندرا كوري (بالإنجليزية: Sondra Currie)‏ هي ممثلة أمريكية، ولدت في 11 يناير 1947 بلوس أنجلوس في الولايات المتحدة.

## أعمال

### أفلام
- (2009) صداع الكحول[4][5][6]
- (2013) صداع الكحول الجزء الثالث

### مسلسلات
- الرجل الأخضر الخارق
- جاغ

## وصلات خارجية
- سوندرا كوري على موقع IMDb (الإنجليزية)
- سوندرا كوري على موقع ألو سيني (الفرنسية)
- سوندرا كوري على موقع أول موفي (الإنجليزية)
- سوندرا كوري على موقع قاعدة بيانات الأفلام السويدية (السويدية)
- سوندرا كوري على موقع قاعدة بيانات الفيلم (الإنجليزية)
- سوندرا كوري على موقع كينوبويسك (الروسية)